# Sými
Sými är en kommunhuvudort i Grekland.   Den ligger i prefekturen Nomós Dodekanísou och regionen Sydegeiska öarna, i den sydöstra delen av landet, 400 km öster om huvudstaden Aten. Sými ligger 131 meter över havet och antalet invånare är 2 354. Den ligger på ön Nísos Sými.
Terrängen runt Sými är kuperad söderut, men norrut är den platt. Havet är nära Sými norrut. Sými är det största samhället i trakten. 